# Lago de Ilopango
Lago de Ilopango is een kratermeer dat een vulkanische caldeira vult in de departementen San Salvador, La Paz en Cuscatlán in El Salvador. Het meer ligt ongeveer acht kilometer ten oosten van de stad San Salvador, op 2,5 km  ten oosten van de plaats Ilopango en op een hoogte van 450 meter. De caldeira heeft een grootte van acht bij elf kilometer en bevat het op een na grootste meer van El Salvador. De kraterrand heeft een hoogte van tussen de 100 en 500 meter.

## Geschiedenis van uitbarstingen
Tijdens het late Pleistoceen en het Holoceen zijn de vier belangrijkste uitbarstingen van daciet en ryoliet geweest die pyroclastische stromen en tefra produceerden en een groot deel van het huidige El Salvador bedekten.
De caldeira is tussen 410 en 535 n.Chr. ingestort door een zeer krachtige uitbarsting (op basis van koolstofdatering van plantaardig leven direct gerelateerd aan de uitbarsting), waarbij wijdverspreide pyroclastische stromen ontstonden en Mayasteden werden verwoest. De uitbarsting produceerde ongeveer 25 kubieke kilometer tefra (20 keer zoveel als de uitbarsting van Mount Saint Helens in 1980) en had een vulkanische-explosiviteitsindex (VEI) van 6. De neerslag uit de aswolk bedekte een oppervlakte van ten minste 10.000 vierkante kilometer met as die tot aan het middel reikte bij de mens, waardoor alle agrarische activiteiten decennialang stagneerden.
Latere uitbarstingen vormden meerdere lavakoepels in het meer en in de buurt van de kust. De meest recente uitbarsting, die plaatsvond van 31 december 1879 tot 26 maart 1880, produceerde een lavakoepel en had een VEI van 3. De lavakoepel bereikte de oppervlakte van het meer en vormde de eilandjes die bekendstaan als Islas Quemadas.